# ヴィクラム (俳優)
ヴィクラム （英語: Vikram、タミル語: விக்ரம்、ヒンディー語: विक्रम、1966年4月17日 - ）はインドの映画俳優 主にタミル語の映画に出演する。実名は ケネディ・ジョン・ヴィクター（英語: Kennedy John Victor）。

## 主な出演作品
- Pudhiya Mannargal （1994年）
- Ullaasam （1994年）
- セードゥ Sethu （1999年）
- Vinnukum Mannukum（2001年）
- Dhill（2001年）
- Kasi （2001年）
- Gemini（2002年）
- Samurai（2002年）
- King（2002年）
- Dhool （2003年）
- Kadhal Sadugudu （2003年）
- Saamy（2003年）
- Pithamagan（2003年）
- Arul （2004年）
- Maaja（2005年）
- Anniyan （2005年）
- Bheemaa（2008年）
- Kanthaswamy（2009年）
- Raavanan（2010年）
- Raavan （2010年）
- 神さまがくれた娘 Deiva Thirumagal （2011年）
- Rajapattai （2011年）
- Thaandavam （2012年）
- デーヴィド 二つの物語 David (Hindi)  / David (Tamil)  （2013年）[1][2][3]
- マッスル 踊る稲妻 I （2015年）[4]
- 10 Endrathukulla （2015年）
- Iru Mugan（2016年）
- Sketch （2018年）
- カダラムの征服者 Kadaram Kondan （2019年）
- Dhruva Natchathiram （2021年）
- PS1 黄金の河（2022年）
- PS2 大いなる船出（2023年）